# قائمة أنواع الغوفراوات
تضم أسرة الغوفراوات الحيوانية عدة أنواع من القوارض مقسمة على أجناس وضروب كالتالي:

## قبيلة الغوفراوية
- أنواع جنس الغوفر (الاسم العلمي:Geomys):
  -     - غوفر رملي (الاسم العلمي:Geomys arenarius)
    - غوفر السهول (الاسم العلمي:Geomys bursarius)
    - غوفر ملثم (الاسم العلمي:Geomys personatus)
    - غوفر صنوبري (الاسم العلمي:Geomys pinetis)
    - غوفر مداري (الاسم العلمي:Geomys tropicalis)

- أنواع جنس الغوفر المكسيكي (الاسم العلمي:Pappogeomys):
  - ضرب الغوفر القوي (الاسم العلمي:Pogeomys subg. Cratogeomys)
    - غوفر أصفر الوجه (الاسم العلمي:Pappogeomys castanops)
    - غوفر دخاني (الاسم العلمي:Pappogeomys fumosus)
    - غوفر عاري (الاسم العلمي:Pappogeomys gymnurus)
    - غوفر مريام (الاسم العلمي:Pappogeomys merriami)
    - غوفر مهمل (الاسم العلمي:Pappogeomys neglectus)
    - غوفر تايلور (الاسم العلمي:Pappogeomys tylorhinus)
    - غوفر زنسر (الاسم العلمي:Pappogeomys zinseri)

  - ضرب الغوفر المظلي (الاسم العلمي:Pappogeomys subg. Pappogeomys)
    - غوفر الكورني (الاسم العلمي:Pappogeomys alcorni)
    - غوفر بولري (الاسم العلمي:Pappogeomys bulleri)

- أنواع جنس غوفر مستقيم (الاسم العلمي:Orthogeomys)
  - ضرب الغوفر الكبير (الاسم العلمي:Orthogeomys subg. Macrogeomys)
    - غوفر شيريكي (الاسم العلمي:Orthogeomys cavator)
    - غوفر شيري (الاسم العلمي:Orthogeomys cherriei)
    - غوفر دارن (الاسم العلمي:Orthogeomys dariensis)
    - غوفر متغير (الاسم العلمي:Orthogeomys heterodus)
    - غوفر نيكاراغوي (الاسم العلمي:Orthogeomys matagalpae)
    - غوفر تاليري (الاسم العلمي:Orthogeomys thaeleri)
    - غوفر اندرودي (الاسم العلمي:Orthogeomys underwoodi)

  - ضرب الغوفر المنتصب (الاسم العلمي:Orthogeomys subg. Orthogeomys)
    - غوفر وجاري (الاسم العلمي:Orthogeomys cuniculus)
    - غوفر جسيم (الاسم العلمي:Orthogeomys grandis)

- أنواع جنس غوفر فداني (الاسم العلمي:Zygogeomys)
  -     - غوفر أشعر الساق (الاسم العلمي:Zygogeomys trichopus)

## قبيلة الغوفراوية الجيبية
- أنواع جنس الغوفر الجيبي (الاسم العلمي:Thomomys)
  - ضرب الغوفر الحفار (الاسم العلمي:Thomomys subg. Megascapheus)
    - غوفر بوطي (الاسم العلمي:Thomomys bottae)
    - غوفر آكل البصل (الاسم العلمي:Thomomys bulbivorus)
    - غوفر تاونسندي (الاسم العلمي:Thomomys townsendii)
    - غوفر جنوبي (الاسم العلمي:Thomomys umbrinus)

- - ضرب الغوفر الركامي (الاسم العلمي:Thomomys subg. Thomomys)
    - غوفر وايومنغ (الاسم العلمي:Thomomys clusius)
    - غوفر ايداهو (الاسم العلمي:Thomomys idahoensis)
    - غوفر غربي (الاسم العلمي:Thomomys mazama)
    - غوفر جبلي (الاسم العلمي:Thomomys monticola)
    - غوفر شمالي (الاسم العلمي:Thomomys talpoides)